# نووباسکاکوو
نووباسکاکوو (انگلیسی: Novobaskakovo) یک شهرک در شهرستان کوشنارنکوفسکی جمهوری باشقیرستان در کشور روسیه است.